# Oncocalyx ugogensis
Oncocalyx ugogensis là một loài thực vật có hoa trong họ Loranthaceae. Loài này được (Engl.) Wiens & Polhill mô tả khoa học đầu tiên năm 1985.